# Paradoxornis heudei
El picoloro del Yangtsé (Paradoxornis heudei) es una especie de ave paseriforme de la familia Sylviidae que vive en el este de Asia. 

## Distribución
Se encuentra en el este de China, y los extremos suroriental y oriental Rusia y Mongolia, respectivamente. Está amenazado por la pérdida de hábitat.

## Taxonomía
La subespecies norteña P. h. polivanovi es considerada por algunos una especialistas una especie aparte.